# サマーリーグ (映画)
『サマーリーグ』（原題: Summer Catch）は2001年公開のアメリカ映画。日本では邦劇場未公開。

## ストーリー
アメリカ西海岸の避暑地、ケープ・コッド。メジャーリーグを目指して学生達が集まるサマーリーグが始まる。自分も参加しようとしている大学生のライアンは友達や知り合いの遊び人、魅力的な女性のディーディーそして裕福な家庭に住むテンリーとの出会いなど野球に集中できない事象が次々に訪れる。そのこともあり中には自分と衝突してしまう人もでてきた。そんなさなか、メジャーリーグのスカウトがライアンの前に現れる。

## キャスト
- ライアン・ダン - フレディ・プリンゼ・ジュニア[2]（咲野俊介）[1]
- テンリー・パリッシュ - ジェシカ・ビール[2]（柳沢真由美）[1]
- ショーン・ダン - フレッド・ウォード[2]
- ビリー・ブルベイカー - マシュー・リラード[2]
- ヒュー・アレクサンダー - ジョン・C・マッギンリー[2]
- マイク・ダン - ジェイソン・ゲドリック[2]
- ディーディー・マリガン - ブリタニー・マーフィ[2]（伊藤亜矢子）[1]
- ジョン・シフナー - ブライアン・デネヒー[2]
- オーギー - ガブリエル・マン
- ランド・パリッシュ - ブルース・デイヴィソン[2]
- マイスル・ダルリンプル - マーク・ブルカス[2]（上田陽司）[1]
- ミッキー・ドミンゲス - ウィルマー・バルデラマ[2]
- エリック・ヴァン・リーマー - コーリー・パーゾン[2]（望月健一）[1]
- デイル・ロビン - クリスチャン・ケイン
- ケイト・パリッシュ - ジナ・グレイ
- ローレン - トレイシー・ディンウィディ
- マージョリー - スーザン・ガートナー
- ビヴァリー・ダンジェロ[2]
- セドリック・ペンドルトン[2]

## DVD
ワーナー・ホーム・ビデオより2005年4月8日リリース。